# Cosimo Ferro
Cosimo Antonio Fabrizio Ferro (Milán, 8 de junio de 1962) es un deportista italiano que compitió en esgrima, especialista en la modalidad de espada. Participó en los Juegos Olímpicos de Los Ángeles 1984, obteniendo una medalla de bronce en la prueba por equipos.

## Palmarés internacional
| Juegos Olímpicos | Juegos Olímpicos             | Juegos Olímpicos  | Juegos Olímpicos   |
| Año              | Lugar                        | Medalla           | Prueba             |
| ---------------- | ---------------------------- | ----------------- | ------------------ |
| 1984             | Los Ángeles (Estados Unidos) | Medalla de bronce | Espada por equipos |